# Lista över fyrar i Vättern
Detta är en lista över fyrar i Vättern.
| Bild                        | Namn                        | Fyrkaraktär                                               | Lyshöjd                                                   | Lysvidd                                                   | Fyrnummer                                                 | Fyrnummer |
| Bild                        | Koordinater                 | Koordinater                                               | Märker ut                                                 | Märker ut                                                 | Märker ut                                                 | Märker ut |
| --------------------------- | --------------------------- | --------------------------------------------------------- | --------------------------------------------------------- | --------------------------------------------------------- | --------------------------------------------------------- | --------- |
|                             | Bastedalen                  | Fl(2) WRG 6s                                              | 9 meter                                                   | 5,8 nautisk mil                                           | C6952.27                                                  |           |
| 58°46′39.7″N,14°55′6.9″E    | 58°46′39.7″N,14°55′6.9″E    | Början på farleden in till Askersund, Åmmeberg och Hammar | Början på farleden in till Askersund, Åmmeberg och Hammar | Början på farleden in till Askersund, Åmmeberg och Hammar | Början på farleden in till Askersund, Åmmeberg och Hammar |           |
|                             | Bro                         | Q W (occas)                                               | 5,9 meter                                                 | 19,5 nautisk mil                                          | C6953                                                     |           |
| 58°30′8.2″N,14°30′59.4″E    | 58°30′8.2″N,14°30′59.4″E    | Skjutvarning vid Kråks skjutfält                          | Skjutvarning vid Kråks skjutfält                          | Skjutvarning vid Kråks skjutfält                          | Skjutvarning vid Kråks skjutfält                          |           |
|                             | Domsand                     | LFl WRG 10s (occas)                                       | 7,5 meter                                                 | 8,9 nautisk mil                                           | C7081.2                                                   |           |
| 57°52′40.7″N,14°7′12.9″E    | 57°52′40.7″N,14°7′12.9″E    | Inloppet till Domsand vid Bankeryd                        | Inloppet till Domsand vid Bankeryd                        | Inloppet till Domsand vid Bankeryd                        | Inloppet till Domsand vid Bankeryd                        |           |
|                             | Enebågsudde                 | Fl WRG 6s                                                 | 6 meter                                                   | 7,6 nautisk mil, 5,4 nautisk mil och 4,4 nautisk mil      | C6952.6                                                   |           |
| 58°26′36.7″N,14°28′11.8″E   | 58°26′36.7″N,14°28′11.8″E   | Passage förbi grundområdet Flisen                         | Passage förbi grundområdet Flisen                         | Passage förbi grundområdet Flisen                         | Passage förbi grundområdet Flisen                         |           |
|                             | Fjuk                        | LFl WRG 8s                                                | 18,5 meter                                                | 8,2 nautisk mil, 5,8 nautisk mil och 4,8 nautisk mil      | C6952                                                     |           |
| 58°32′21.4″N,14°47′26.2″E   | 58°32′21.4″N,14°47′26.2″E   | Passage förbi Fjuk                                        | Passage förbi Fjuk                                        | Passage förbi Fjuk                                        | Passage förbi Fjuk                                        |           |
|                             | Freberga nedre              | Q W                                                       | 7,5 meter                                                 | 7,2 nautisk mil                                           |                                                           |           |
| 58°30′52.6″N,15°0′49.8″E    | 58°30′52.6″N,15°0′49.8″E    | Inloppet till Motalaviken                                 | Inloppet till Motalaviken                                 | Inloppet till Motalaviken                                 | Inloppet till Motalaviken                                 |           |
|                             | Freberga övre               | Iso W 4s                                                  | 15 meter                                                  | 7,6 nautisk mil                                           |                                                           |           |
| 58°30′51.8″N,15°0′59″E      | 58°30′51.8″N,15°0′59″E      | Inloppet till Motalaviken                                 | Inloppet till Motalaviken                                 | Inloppet till Motalaviken                                 | Inloppet till Motalaviken                                 |           |
|                             | Gränna                      | Fl(4) W 12s                                               | 7 meter                                                   | 9,4 nautisk mil                                           | C6952.88                                                  |           |
| 58°1′47.1″N,14°27′5.4″E     | 58°1′47.1″N,14°27′5.4″E     | Inloppet till hamnen i Gränna                             | Inloppet till hamnen i Gränna                             | Inloppet till hamnen i Gränna                             | Inloppet till hamnen i Gränna                             |           |
|                             | Hjo Norra                   | Q WRG                                                     | 7,2 meter                                                 | 8,2 nautisk mil                                           | C6952.8                                                   |           |
| 58°18′10.2″N,14°17′49.3″E   | 58°18′10.2″N,14°17′49.3″E   | Inloppet till hamnen i Hjo                                | Inloppet till hamnen i Hjo                                | Inloppet till hamnen i Hjo                                | Inloppet till hamnen i Hjo                                |           |
|                             | Hjo Södra                   | Fl(2) WRG 6s                                              | 7,2 meter                                                 | 8,2 nautisk mil                                           | C6952.81                                                  |           |
| 58°18′4.4″N,14°17′41.8″E    | 58°18′4.4″N,14°17′41.8″E    | Inloppet till hamnen i Hjo                                | Inloppet till hamnen i Hjo                                | Inloppet till hamnen i Hjo                                | Inloppet till hamnen i Hjo                                |           |
|                             | Hundsten                    | Fl WRG 3s                                                 | 3,5 meter                                                 | 7,2 nautisk mil                                           | C6951.65                                                  |           |
| 58°31′45.3″N,15°0′46.2″E    | 58°31′45.3″N,15°0′46.2″E    | Passage över Motalaviken                                  | Passage över Motalaviken                                  | Passage över Motalaviken                                  | Passage över Motalaviken                                  |           |
|                             | Huskvarna                   | Iso WRG 4s                                                | 5 meter                                                   | 9 nautisk mil                                             | C7081.28                                                  |           |
| 57°48′11.4″N,14°16′13.1″E   | 57°48′11.4″N,14°16′13.1″E   | Inloppet till norra hamnen i Huskvarna                    | Inloppet till norra hamnen i Huskvarna                    | Inloppet till norra hamnen i Huskvarna                    | Inloppet till norra hamnen i Huskvarna                    |           |
|                             | Hästholmen                  | Fl W 3s                                                   | 15 meter                                                  | 5,2 nautisk mil                                           | C6952.45                                                  |           |
| 58°16′46.7″N,14°38′3.9″E    | 58°16′46.7″N,14°38′3.9″E    | Inloppet till Hästholmen                                  | Inloppet till Hästholmen                                  | Inloppet till Hästholmen                                  | Inloppet till Hästholmen                                  |           |
|                             | Jungfrun                    | Fl(4) WRG 12s                                             | 17,5 meter                                                | 7,8 nautisk mil, 5,6 nautisk mil och 4,6 nautisk mil      | C6952.3                                                   |           |
| 58°29′6.4″N,14°43′2.4″E     | 58°29′6.4″N,14°43′2.4″E     | Passage förbi Jungfrun                                    | Passage förbi Jungfrun                                    | Passage förbi Jungfrun                                    | Passage förbi Jungfrun                                    |           |
|                             | Jönköping                   | Fl WRG 1.5s                                               | 10,1 meter                                                | 9 nautisk mil                                             | C7081.29                                                  |           |
| 57°47′9.7″N,14°9′59.7″E     | 57°47′9.7″N,14°9′59.7″E     | Inloppet till hamnen i Jönköping                          | Inloppet till hamnen i Jönköping                          | Inloppet till hamnen i Jönköping                          | Inloppet till hamnen i Jönköping                          |           |
|                             | Klubbudden                  | VQ W (occas)                                              | 27 meter                                                  | 7,6 nautisk mil                                           | C6951.7                                                   |           |
| 58°32′32.3″N,14°58′8.9″E    | 58°32′32.3″N,14°58′8.9″E    | Skjutvarning vid Kråks skjutfält                          | Skjutvarning vid Kråks skjutfält                          | Skjutvarning vid Kråks skjutfält                          | Skjutvarning vid Kråks skjutfält                          |           |
|                             | Kråk                        | Q W (occas)                                               | 33,7 meter                                                | 18 nautisk mil                                            | C6952.9                                                   |           |
| 58°29′32″N,14°29′3.1″E      | 58°29′32″N,14°29′3.1″E      | Skjutvarning vid Kråks skjutfält                          | Skjutvarning vid Kråks skjutfält                          | Skjutvarning vid Kråks skjutfält                          | Skjutvarning vid Kråks skjutfält                          |           |
|                             | Måkhällan                   | Fl W 3s                                                   | 3,3 meter                                                 | 3,4 nautisk mil                                           | C6952.29                                                  |           |
| 58°47′9.3″N,14°54′54.7″E    | 58°47′9.3″N,14°54′54.7″E    | Farleden in till Askersund, Åmmeberg och Hammar           | Farleden in till Askersund, Åmmeberg och Hammar           | Farleden in till Askersund, Åmmeberg och Hammar           | Farleden in till Askersund, Åmmeberg och Hammar           |           |
|                             | Nytorp                      | Q W (occas)                                               | 2,5 meter                                                 | 3,2 nautisk mil                                           | C6953.3                                                   |           |
| 58°35′56.16″N,14°32′25.86″E | 58°35′56.16″N,14°32′25.86″E | Skjutvarning vid Kråks skjutfält                          | Skjutvarning vid Kråks skjutfält                          | Skjutvarning vid Kråks skjutfält                          | Skjutvarning vid Kråks skjutfält                          |           |
|                             | Orrholmen                   | Fl WRG 6s                                                 | 5,5 meter                                                 | 7,6 nautisk mil, 5,4 nautisk mil och 4,4 nautisk mil      | C6952.15                                                  |           |
| 58°41′42.2″N,14°48′33.8″E   | 58°41′42.2″N,14°48′33.8″E   | Passage mellan Stora och Lilla Röknen                     | Passage mellan Stora och Lilla Röknen                     | Passage mellan Stora och Lilla Röknen                     | Passage mellan Stora och Lilla Röknen                     |           |
|                             | Rödesund Norra Inre         | Q WRG                                                     | 4 meter                                                   | 5 nautisk mil                                             | C6953.7                                                   |           |
| 58°32′28.9″N,14°30′10.2″E   | 58°32′28.9″N,14°30′10.2″E   | Göta kanal genom Karlsborg                                | Göta kanal genom Karlsborg                                | Göta kanal genom Karlsborg                                | Göta kanal genom Karlsborg                                |           |
|                             | Rödesund Norra Yttre        | Q WRG                                                     | 4,5 meter                                                 | 6,8 nautisk mil                                           | C6953.71                                                  |           |
| 58°32′29.2″N,14°30′40.8″E   | 58°32′29.2″N,14°30′40.8″E   | Göta kanal genom Karlsborg                                | Göta kanal genom Karlsborg                                | Göta kanal genom Karlsborg                                | Göta kanal genom Karlsborg                                |           |
|                             | Rödesund Västra             | Iso WRG 4s                                                | 4,6 meter                                                 | 8 nautisk mil, 5,6 nautisk mil och 4,6 nautisk mil        | C6953.8                                                   |           |
| 58°32′2.1″N,14°30′37.4″E    | 58°32′2.1″N,14°30′37.4″E    | Inloppet till Karlsborgsviken                             | Inloppet till Karlsborgsviken                             | Inloppet till Karlsborgsviken                             | Inloppet till Karlsborgsviken                             |           |
|                             | Rödesund Östra nedre        | Q W                                                       | 3,9 meter                                                 |                                                           | C6953.75                                                  |           |
| 58°31′52.2″N,14°31′11.2″E   | 58°31′52.2″N,14°31′11.2″E   | Göta kanal genom Karlsborg                                | Göta kanal genom Karlsborg                                | Göta kanal genom Karlsborg                                | Göta kanal genom Karlsborg                                |           |
|                             | Rödesund Östra övre         | Q W                                                       | 5,9 meter                                                 |                                                           | C6953.751                                                 |           |
| 58°31′51.4″N,14°31′11.7″E   | 58°31′51.4″N,14°31′11.7″E   | Göta kanal genom Karlsborg                                | Göta kanal genom Karlsborg                                | Göta kanal genom Karlsborg                                | Göta kanal genom Karlsborg                                |           |
|                             | Storsundsholmen             | Fl W 1.5s                                                 | 8,3 meter                                                 | 3,5 nautisk mil                                           | C6952.2                                                   |           |
| 58°44′43.1″N,14°49′48.6″E   | 58°44′43.1″N,14°49′48.6″E   | Inloppet till Lövsundsfjärden vid Olshammar               | Inloppet till Lövsundsfjärden vid Olshammar               | Inloppet till Lövsundsfjärden vid Olshammar               | Inloppet till Lövsundsfjärden vid Olshammar               |           |
|                             | Vadstena                    | Fl(3) WRG 9s                                              | 7,5 meter                                                 | 6,4 nautisk mil                                           | C6951.8                                                   |           |
| 58°26′58.9″N,14°52′30.5″E   | 58°26′58.9″N,14°52′30.5″E   | Hamnen i Vadstena                                         | Hamnen i Vadstena                                         | Hamnen i Vadstena                                         | Hamnen i Vadstena                                         |           |
|                             | Vanäs                       | Fl(3) WRG 9s                                              | 11,6 meter                                                | 9,8 nautisk mil                                           | C6953.2                                                   |           |
| 58.53823°N,14.54°E          | 58.53823°N,14.54°E          | Karlsborgs angöring                                       | Karlsborgs angöring                                       | Karlsborgs angöring                                       | Karlsborgs angöring                                       |           |
|                             | Visingsborg                 | Iso WRG 2s                                                | 7 meter                                                   | 8,4 nautisk mil                                           | C6952.86                                                  |           |
| 58°1′57.2″N,14°21′12.9″E    | 58°1′57.2″N,14°21′12.9″E    | Hamnen vid Visingsborg                                    | Hamnen vid Visingsborg                                    | Hamnen vid Visingsborg                                    | Hamnen vid Visingsborg                                    |           |
|                             | Visingsö Norra Udde         | Fl(2) W 8s                                                | 8,2 meter                                                 | 6,8 nautisk mil                                           | C6952.85                                                  |           |
| 58°6′26.4″N,14°23′47.6″E    | 58°6′26.4″N,14°23′47.6″E    | Passage förbi Visingsö                                    | Passage förbi Visingsö                                    | Passage förbi Visingsö                                    | Passage förbi Visingsö                                    |           |
|                             | Visingsö Södra Udde         | Fl W 6s                                                   | 8,7 meter                                                 | 7,6 nautisk mil                                           | C5952.87                                                  |           |
| 57°59′52″N,14°16′37″E       | 57°59′52″N,14°16′37″E       | Passage förbi Visingsö                                    | Passage förbi Visingsö                                    | Passage förbi Visingsö                                    | Passage förbi Visingsö                                    |           |
|                             | Vätterns Hammarnäs          | VQ W (occas)                                              | 41 meter                                                  | 22,5 nautisk mil                                          |                                                           |           |
| 58°34′12.6″N,14°31′18.7″E   | 58°34′12.6″N,14°31′18.7″E   | Skjutvarning vid Kråks skjutfält                          | Skjutvarning vid Kråks skjutfält                          | Skjutvarning vid Kråks skjutfält                          | Skjutvarning vid Kråks skjutfält                          |           |